# Jeff Kashiwa
Jeff Kashiwa (1963) è un sassofonista smooth jazz statunitense, originario di Seattle e ha esordito come membro della band fusion jazz chiamata The Rippingtons.

## Biografia
Kashiwa si trasferì a Boston per frequentare il Berklee College of Music, dove sviluppò le sue abilità di musicista. Kashiwa si trasferì poi nella California meridionale per frequentare la California State University a Long Beach. Nel 1989, Kashiwa si unì ai Rippingtons quando il sassofonista originale, Brandon Fields, lasciò il gruppo. Kashiwa registrò due dischi da solista in questo periodo e nel 1999 lasciò il gruppo per intraprendere una carriera con la sua nuova band, i Coastal Access. Nonostante Eric Marienthal l'abbia sostituito nei Rippingtons, Kashiwa suonò ancora con la band nel 2007 per il  20th Anniversary Tour.
Kashiwa suona spesso il sassofono tenore, come nelle 14 tracce dell'album Play. Usa anche un sassofono soprano, uno contralto e EWI.

## Discografia
- Remember Catalina (1995)
- Walk a Mile (1997)
- Another Door Opens (2000)
- Simple Truth (2002)
- Peace Of Mind (2004)
- Play (2007)
- The Sax Pack (2008)
- Back In The Day (2009)
- The Pack Is Back (2009)